# Фуркан Чако
Фуркан Чако (на турски: Furkan Çako; на македонска литературна норма: Фуркан Чако) е политик от Северна Македония от турски произход.

## Биография
Родена е на 18 февруари 1985 г. в град Гостивар. Между 2000 и 2004 г. учи в средно частно училище „Яхия Кемал“ в родния си град. В периода 2004 – 2009 г. учи международни отношения в университета Гази в Анкара, Турция. По-късно учи международни отношения и дипломация в университета Матея Бел в Банска Бистрица, Словакия. От 2010 година учи магистратура по дипломация в Университета на Югоизточна Европа в Тетово. От 2010 г. е управител на фирма „Istria Trade s.r.o.“ за внос и износ в Банска Бистрица. Между 2012 и 2014 г. е съветник за външна политика и чуждестранни инвестиции към кабинета на министър без ресор. На 19 юни 2014 г. е назначен за министър без ресор, отговарящ за чуждестранните инвестиции.